# نسبی‌گرایی
نسبی‌گرایی نام آموزه‌ای واحد نیست؛ بلکه مجموعه‌ای از دیدگاه‌هایی را شامل می‌شود که رأی اصلی در آن‌ها این است که بعد محوری تفکر، تجربه، ارزیابی و حتی واقعیت وابسته به چیزی دیگر است.
نسبی چیزی است که تعلق به غیر دارد و خود از روابط تشکیل می‌شود.